# Oripavin
Oripavin, 6,7,8,14-tetradehydro-4,5α-epoxi-6-metoxi-17-metylmorfinan-3-ol, är en opiat och den huvudsakliga metaboliten av tebain. Den är moderföreningen från vilken en serie halvsyntetiska opioider härrör, såsom föreningarna etorfin och buprenorfin. Även om dess analgetiska effekt går att jämföra med morfin så används den inte inom medicinen.
Substansen är narkotikaklassad och ingår i Sverige i förteckning II enligt WHO:s 1961 års allmänna narkotikakonvention.

## Farmakologiska egenskaper
Oripavin har en analgetisk styrka som är jämförbar med morfin. Den är dock inte kliniskt användbar på grund av allvarlig toxicitet och lågt terapeutiskt index. Hos både möss och råttor orsakade toxiska doser tonisk-kloniska anfall följt av död, liknande tebain. Oripavin har en potential för beroende som är betydligt större än den för tebain men något mindre än den för morfin.

### Överbryggande derivat
Av mycket större relevans är egenskaperna hos orvinolerna, en stor familj av halvsyntetiska oripavinderivat som klassiskt syntetiserade av Diels-Alder-reaktionen av tebain med en lämplig dienofil följd av 3-O-demetylering till motsvarande överbryggad oripavin. Dessa föreningar utvecklades av gruppen som leddes av K. W. Bentley på 1960-talet, och dessa Bentley-föreningar representerar den första serien av "superpotenta" μ-opioidagonister, med vissa föreningar i serien som är över 10 000 gånger starkare hos morfin som smärtstillande medel. Den enkla överbryggade oripavina moderföreningen 6,14-endoetenotetrahydrooripavin är redan 40 gånger starkare än morfin, men tillsats av en grenad tertiär alkoholsubstituent på C7-positionen resulterar i ett brett spektrum av mycket potenta föreningar.
| Läkemedlets namn | R           | Smärtstillande styrka (morfin = 1) (nedanstående värden kommer från J Am Chem Soc 1967;89:3281) |
| ---------------- | ----------- | ----------------------------------------------------------------------------------------------- |
|                  | isobutyl    | 10                                                                                              |
|                  | fenyl       | 34                                                                                              |
|                  | n-hexyl     | 58                                                                                              |
|                  | metyl       | 63                                                                                              |
|                  | cyklopentyl | 70                                                                                              |
|                  | etyl        | 330                                                                                             |
|                  | fenetyl     | 2200                                                                                            |
| Etorfin          | n-propyl    | 3200                                                                                            |
|                  | cyklohexyl  | 3400                                                                                            |
|                  | n-pentyl    | 4500                                                                                            |
|                  | n-butyl     | 5200                                                                                            |
|                  | isopentyl   | 9200                                                                                            |

Andra notervärda derivat härrör från ytterligare modifiering av denna mall med mättnande av 7,8-dubbelbindningen av etorfin, vilket resulterar i det ännu mer potenta dihydroetorfint (upp till 12 000 gånger styrkan av morfin), och acetylering av 3-hydroxigruppen i etorfin vilket resulterar i acetorfin (8 700 gånger morfin) – även om isopentylhomologen av etorfin är nästan tre gånger mer potent, är dess 7,8-dihydro- och 3-acetylderivat mindre potenta än motsvarande derivat av etorfin med 11 000 respektive 1 300 gånger morfin. Att ersätta N-metylgruppen med cyklopropylmetyl resulterar i opioidantagonister som diprenorfin och partiella agonister som buprenorfin, som används i stor omfattning vid behandling av opioidberoende.

## Framställning
Denna molekyl är biosyntetiskt relaterad till morfinanderivatens metabolism, där tebain och morfin är inblandade.

## Legal status
På grund av den relativa enkelheten till syntetisk modifiering av oripavin för att producera andra narkotika (genom direkt eller indirekt via tebain), rekommenderade Världshälsoorganisationens expertkommitté för drogberoende 2003 att oripavin skulle kontrolleras enligt schema I i 1961 års allmänna narkotikakonvention. Den 14 mars 2007 beslutade FN:s kommission för narkotiska droger formellt att acceptera dessa rekommendationer och placerade oripavin i schema I.
Tills nyligen var oripavin ett Förteckning II-läkemedel i USA som standard som ett tebainderivat, även om det inte var explicit listat. Men som en medlemsstat enligt 1961 års allmänna narkotikakonvention, var USA skyldigt att specifikt kontrollera ämnet enligt lagen om kontrollerade ämnen efter dess internationella kontroll av FN:s kommission för narkotiska droger. Den 24 september 2007 lade Drug Enforcement Administration (DEA) formellt till oripavin till schema II.